# Episodi di Gravity Falls (prima stagione)
La prima stagione della serie animata Gravity Falls è stata trasmessa negli Stati Uniti su Disney XD il 15 giugno 2012 con l'anteprima del primo episodio, mentre i restanti episodi sono stati trasmessi dal 29 giugno 2012.
In Italia è stata trasmessa dal 13 gennaio al 7 febbraio 2014 su Disney XD.
| nº | Titolo originale               | Titolo italiano                              | Prima TV USA      | Prima TV Italia |
| -- | ------------------------------ | -------------------------------------------- | ----------------- | --------------- |
| 1  | Tourist Trapped                | Trappola per turisti                         | 15 giugno 2012    | 13 gennaio 2014 |
| 2  | The Legend of the Gobblewonker | La leggenda del drago trita-ossa             | 29 giugno 2012    | 14 gennaio 2014 |
| 3  | Headhunters                    | Cacciatori di teste                          | 30 giugno 2012    | 15 gennaio 2014 |
| 4  | The Hand That Rocks the Mabel  | Il magico Gideon                             | 6 luglio 2012     | 16 gennaio 2014 |
| 5  | The Inconveniencing            | Il fantas-market                             | 15 luglio 2012    | 17 gennaio 2014 |
| 6  | Dipper vs. Manliness           | Dipper e la mascolinità                      | 20 luglio 2012    | 20 gennaio 2014 |
| 7  | Double Dipper                  | I sosia di Dipper                            | 10 agosto 2012    | 21 gennaio 2014 |
| 8  | Irrational Treasure            | L'irrazionalità è un tesoro                  | 17 agosto 2012    | 22 gennaio 2014 |
| 9  | The Time Traveler's Pig        | Il maialino e l'uomo che viaggiava nel tempo | 24 agosto 2012    | 23 gennaio 2014 |
| 10 | Fight Fighters                 | Avversari irriducibili                       | 14 settembre 2012 | 24 gennaio 2014 |
| 11 | Little Dipper                  | Il "piccolo" Dipper                          | 28 settembre 2012 | 27 gennaio 2014 |
| 12 | Summerween                     | Summerween                                   | 5 ottobre 2012    | 28 gennaio 2014 |
| 13 | Boss Mabel                     | Mabel il capo                                | 15 febbraio 2013  | 29 gennaio 2014 |
| 14 | Bottomless Pit!                | Pozzo senza fondo!                           | 1º marzo 2013     | 30 gennaio 2014 |
| 15 | The Deep End                   | Mermando il tritone                          | 15 marzo 2013     | 31 gennaio 2014 |
| 16 | Carpet Diem                    | Il segreto del tappeto                       | 5 aprile 2013     | 3 febbraio 2014 |
| 17 | Boyz Crazy                     | Il controllo della mente                     | 19 aprile 2013    | 4 febbraio 2014 |
| 18 | Land Before Swine              | Alla ricerca del maialino perduto            | 28 giugno 2013    | 5 febbraio 2014 |
| 19 | Dreamscaperers                 | Il catturasogni                              | 12 luglio 2013    | 6 febbraio 2014 |
| 20 | Gideon Rises                   | Gideonland                                   | 2 agosto 2013     | 7 febbraio 2014 |

## Trappola per turisti

### Trama
Due fratelli, Dipper e Mabel Pines, vengono mandati a passare l'estate dal loro prozio Stan che abita a Gravity Falls, un paesino dell'Oregon. Stan ha trasformato la sua casa nel Regno del Mistero: un finto museo dove presenta le trovate più assurde per spillare soldi ai turisti ingenui. Nel museo lavorano anche il simpatico tuttofare Soos e la commessa Wendy.
Un giorno, nel fitto della foresta, Dipper trova un libro dove un uomo descrive dettagliatamente le centinaia di misteriose creature ed i bizzarri eventi presenti a Gravity Falls: il Diario #3. Tra le tante pagine, trova la descrizione degli zombi e, quando Mabel lo presenta al fratello, pensa che il nuovo ragazzo di sua sorella sia uno di loro. La sorella non gli dà ascolto, ma durante un appuntamento scopre che il suo ragazzo è formato da un gruppetto di gnomi che vogliono fare di lei la loro regina e sposarla. Rifiutando la proposta, Mabel viene rapita e soltanto con l'aiuto di Dipper riesce a liberarsi e scappare.
Gli gnomi li inseguono unendosi tra loro in una sorta di gnomo-gigante, ma Mabel inganna il capo degli gnomi rispedendoli tutti nel bosco con l'ausilio di un aspirafoglie. A fine giornata Dipper comincia seriamente a pensare che la città nasconda più cose di quelle che sembrano.

## La leggenda del drago trita-ossa

### Trama
Il prozio Stan porta Dipper e Mabel al lago Gravity Falls per pescare insieme ed incappano nel vecchio McGucket, che racconta di aver visto il "drago trita-ossa". All'idea di cercare il leggendario drago i due decidono di partire con Soos alla sua ricerca, armati di un set di macchine fotografiche e lasciando il povero Stan tutto solo.
Dopo aver raggiunto l'isola dall'altra parte del lago, i tre trovano la creatura e cercano di scattargli una foto, ma la furia del mostro non gli permette di farlo. Dopo un inseguimento, il mostro si incastra all'entrata di una caverna e viene colpito in testa da una stalattite: Dipper scopre quindi che il drago è in realtà un robot controllato e costruito dallo stesso McGucket al fine di attirare l'attenzione dei parenti, come fa di solito, per non sentirsi ignorato da loro.
A quel punto, Dipper e Mabel capiscono di aver abbandonato Stan e ritornano da lui, facendosi perdonare e passando la giornata insieme.

## Cacciatori di teste

### Trama
Mentre sta pulendo la casa, Soos trova una porta sotto la carta da parati, ed insieme a Dipper e Mabel decide di entrarci.
All'interno della stanza sono presenti numerose vecchie statue di cera appartenenti a Stan, un tempo parte di una precedente mostra. Mabel decide di riaprire al pubblico la collezione di statue e ve ne aggiunge una nuova creata da lei, che raffigura il prozio Stan.
Una sera, però, la nuova statua viene trovata senza testa e Dipper decide di investigare nonostante i pochi indizi a sua disposizione. Dopo aver interrogato inutilmente diversi cittadini, Dipper e Mabel sembrano arrivare ad un vicolo cieco ma al funerale della statua di Stan, le statue di cera prendono vita e spiegano ai due che sono in realtà statue stregate: per essere state segregate volevano uccidere Stan, ma per sbaglio hanno decapitato la sua statua. I due fratelli riescono a distruggere col fuoco la maggior parte di esse tranne la statua di Sherlock Holmes, con cui Dipper ingaggia un duello. Il ragazzino, in netto svantaggio, riesce ad attirare Holmes sul tetto, facendolo sciogliere appena arriva l'alba.
Dopo aver sciolto (quasi) tutte le statue, Stan si accorge del disastro e chiede ai gemelli cosa è successo: i due gli raccontano di aver combattuto le statue e gli ridanno la testa di quella di Stan, con molta sorpresa del prozio. La testa di Larry King però è sopravvissuta, e ora vaga per i condotti di aerazione del Regno del Mistero.

## Il magico Gideon

### Trama
Al Regno del Mistero gli affari sono in calo perché tutti i turisti preferiscono andare alla Tenda della Telepatia del "piccolo magico Gideon", un bambino che dice di avere poteri paranormali.
Soos, Dipper e Mabel vanno ad uno dei suoi spettacoli ed il giorno dopo Gideon, invaghito, inizia a frequentare in gran segreto la ragazza essendosene innamorato. Ella però non contraccambia i sentimenti di Gideon, ma non riesce a rifiutare le sue continue proposte. Dipper, di fronte al blocco della sorella, decide di aiutarla ed è molto diretto nel confessare al bambino che sua sorella non lo ama.
Gideon però va su tutte le furie ed organizza una trappola per Dipper, dove rivela di avere poteri telecinetici che gli consentono di muovere le cose. Mabel, sopraggiungendo, capisce cosa deve fare per rimediare: rompe con Gideon di persona e nel fare ciò ruba anche l'amuleto magico che conferisce i poteri, distruggendolo e salvando il fratello.
A fine episodio Dipper è preoccupato perché Gideon ha giurato vendetta su lui e Stan, colpevoli di aver rovinato la sua storia d'amore, anche se poi ci scherzano su. Intanto, nella sua stanza, Gideon medita davvero vendetta e sfoglia un altro dei misteriosi Diari: il Diario #2.

## Il fantas-market

### Trama
Dipper è oramai completamente innamorato di Wendy, la commessa del regno del Mistero, e per fare colpo su di lei decide di uscire con lei ed i suoi amici mentendo sulla sua età.
Alla prima uscita i ragazzi, Wendy, Dipper e Mabel decidono di entrare in un mini-market abbandonato dove tempo prima erano morte due persone. Tutto va inizialmente bene ed i ragazzi si divertono ma quando Dipper, sfidato dagli altri, si stende sulla sagoma del cadavere, la situazione si complica. Tutto inizia a fluttuare ed alcuni ragazzi vengono trasformati o rinchiusi in oggetti mentre Mabel (andata fuori di testa a causa di un'indigestione causata da una polvere zuccherina scaduta) viene posseduta. Grazie al Diario, Dipper deduce che i fantasmi odiano gli adolescenti e rivela loro che egli non è ancora adolescente perché ha ancora dodici anni. I due fantasmi (un'anziana coppia che gestiva il negozio quand'era in vita) decidono allora di lasciarli andare se in cambio Dipper farà qualche numero simpatico per loro: il ragazzino è costretto allora a esibirsi in un balletto che faceva da piccolo con un costume da agnellino.
Una volta liberi tutti, Wendy racconta loro che Dipper li ha salvati omettendo il particolare del balletto e, stremati, tornano tutti a casa.

## Dipper e la mascolinità

### Trama
Dipper pensa di non essere un vero uomo e crede di averne la conferma quando non riesce a superare una prova della macchina che misura la forza. Disperato, si reca nel bosco dove incontra una comunità di Uomotauri e li convince a insegnargli come diventare uomo. Gli Uomotauri lo sottopongono a diverse prove che Dipper man mano supera.
Nel frattempo, Mabel capisce che al prozio Stan piace Susan la pigra, proprietaria della tavola calda di Gravity Falls. Decide allora di provare a cambiarlo per dargli una possibilità con Susan.
Come ultima prova di mascolinità, il capo dei Minotauri ordina a Dipper di uccidere il Multi-orso, una creatura formata dai corpi di più orsi fusi insieme. Trovata e messa alle strette la creatura, Dipper non se la sente di ucciderlo scoprendo che i due hanno gusti simili e che è proprio a causa di questi gusti che il Multi-orso che viene disprezzato dagli Uomotauri. Dipper quindi ritorna dagli Uomotauri e affronta il loro capo dicendo che se per diventare un uomo deve uccidere il Multi-orso, allora preferisce non diventarlo. Il ragazzo capisce anche che le opinioni degli altri nei suoi confronti non contano e quindi si allontana dagli Uomotauri.
Mabel capisce invece che non riuscirà mai a cambiare Stan ed intuisce anche che lui, in realtà, piace a Susan proprio perché è fatto così.
A fine episodio uno sconsolato Dipper raggiunge la sorella ed il prozio, e Stan gli chiede proprio il perché del suo malumore. Dipper gli dice cos'è successo e Stan gli risponde che aver fatto valere ciò che è giusto è ciò che un vero uomo farebbe, rincuorando Dipper.

## I sosia di Dipper

### Trama
Il prozio Stan dà una festa al Regno del Mistero e, per pubblicizzarla, ordina a Dipper di fotocopiare dei volantini con una vecchia fotocopiatrice. Usandola, Dipper si fotocopia per sbaglio il braccio e questo prende vita, staccandosi dal foglio; con un po' d'acqua però, la copia si dissolve.
Dipper alla festa vorrebbe stare con Wendy e per conquistarla elabora un complesso piano di passaggi dettagliatamente ordinati. La sera della festa, lui e Wendy vengono messi a staccare i biglietti d'ingresso: a Wendy piacerebbe andare a far baldoria e Dipper si prende allora l'incarico di badare ai biglietti.
Dipper però, per far andare avanti il suo piano, deve stare con Wendy e ricordandosi della fotocopiatrice crea un suo doppio: Tyrone. Dipper riesce a entrare ma il suo piano è ostacolato da molte cose, come l'arrivo di Robbie (suo rivale in amore). Dipper, in accordo con Tyrone, crea altre svariate copie di sé, architettando con loro un piano in cui lui sarebbe rimasto solo con Wendy, con i vari compiti affidati ai sosia affinché tutto vada come da loro pianificato.
Quando il tutto sta per essere messo in atto, Dipper si ritrova per caso da solo con Wendy e comincia a comportarsi in maniera naturale, parlando e divertendosi davvero con lei: capisce quindi che non gli serve un piano, ma le sue copie si arrabbiano per questo e lo attaccano.
Nel frattempo, Mabel alla festa conosce due ragazze con le quali si trova subito in sintonia: Candy e Grenda. Quando le due vengono prese di mira dalla popolarissima Pacifica, Mabel la sfida per il titolo di regina della festa, vinta però da Pacifica in maniera sleale. Nonostante ciò, Candy e Grenda ringraziano Mabel per averle difese ottenendo la loro ammirazione e diventano amiche.
Intanto sta avvenendo una mischia tra Dipper e le sue copie, e per sbaglio si accende il sistema antincendio sciogliendo tutte le copie tranne Tyrone (e i cloni numero 3 e 4, fuggiti dalla festa con la bici di Robbie). I due vedono che a Wendy sembra piacere la compagnia di Robbie e, sconfitti ed amareggiati, si rintanano sul tetto: parlando, i due capiscono che l'errore di Dipper è di cercare sempre di pianificare tutto quando invece dovrebbe essere più spontaneo; Tyrone però beve istintivamente un sorso di bibita e comincia a sciogliersi, dicendo nei suoi momenti finali a Dipper di essere meno impacciato.
Tornato di sotto quindi, per tirarsi un po' su di morale, si unisce a ciò che rimane della festa con Soos, Mabel e Wendy.

## L'irrazionalità è un tesoro

### Trama
A Gravity Falls si festeggia la giornata in cui fu fondata la città. Il fondatore pare essere un avo di Pacifica e fu da allora che la famiglia di quest'ultima ebbe tanta popolarità e ricchezza; la ragazza non perde occasione per dileggiare Mabel per la sua eccentricità.
Dipper però, sul suo Diario, si trova un dossier ed un codice indecifrabile che potrebbero rivelare il contrario. Grazie alle bizzarrie di Mabel il codice viene decifrato ed i due arrivano ad una grotta sotterranea il cimitero, dove un documento prova che in realtà Gravity Falls fu fondata da Sir Lord Quentin Trembley, 8º Presidente e mezzo degli Stati Uniti. La sua irrazionalità però portò il governo americano a cancellare tutto ciò riguardante le sue gesta e la sua presidenza.
I due fratelli trovano lo stesso Trembley ibernato all'interno di un blocco di croccante, poiché l'uomo era convinto che l'avrebbe conservato in vita. Sfortunatamente i due poliziotti della città, che avevano il compito di tenere il segreto, li arrestano e li spediscono in una cassa a Washington. Durante il viaggio però, Mabel libera accidentalmente Trembley, incredibilmente ancora vivo, che ordina ai due poliziotti di andare in vacanza e fingere di non averli visti.
Con il documento, Dipper fa capire a Pacifica che la sua famiglia non è così importante come crede e Mabel capisce invece che la sua originalità un po' bislacca è un dono prezioso. Inoltre Dipper ottiene da Trembley il passepartout presidenziale e Mabel viene nominata membro del Congresso.

## Il maialino e l'uomo che viaggiava nel tempo

### Trama
Il prozio Stan organizza l'annuale fiera in cui guadagna molto grazie a dei giochi truccati.
In uno di questi, Mabel riesce a vincere un maialino a cui si affeziona molto e che chiama Dondolo. Dipper trascorre invece una bella giornata con Wendy fino a quando, lanciando una pallina, ferisce accidentalmente la ragazza; a soccorrerla giunge Robbie che approfitta del momento per chiederle anche di uscire insieme.
Dipper rimane sconvolto nel vedere che Wendy accetta la proposta e cade in una forte disperazione. A tarda sera, trova insieme a Mabel un uomo venuto dal futuro di nome Blendin, che viaggia nel tempo grazie ad uno strano macchinario portatile simile ad un metro da lavoro. I due se ne impossessano con l'inganno e cercano di rimediare all'errore di Dipper: tutti i tentativi di cambiare le cose falliscono tranne uno; in quello, però, Mabel non fa in tempo a vincere il suo maialino, che viene vinto da Pacifica.
Dopo uno scontro fra i due per decidere le sorti del loro destino, dal quale Dipper esce vincitore, Mabel cade a sua volta in una profondissima disperazione. Dipper, dando uno sguardo al futuro senza Dondolo della sorella, rinuncia allora all'unica linea temporale in cui stava con Wendy e permette a Mabel di stare col maialino. Grazie a Dondolo però, Robbie si mette in ridicolo agli occhi di Wendy.
In seguito Blendin viene arrestato dai suoi superiori ed obbligato a rimediare alle anomalie temporali causate dai due fratelli.

## Avversari irriducibili

### Trama
Wendy è al campeggio con la sua famiglia e Dipper si trova a litigare con Robbie a causa dei rispettivi sentimenti che provano per la ragazza, finendo accidentalmente per rompergli il telefono. Robbie sfida allora Dipper a lottare corpo a corpo e fissa l'appuntamento alle tre del pomeriggio.
Dipper pensa di non presentarsi e si rintana nella sala giochi di Gravity Falls. Giocando ad un gioco di combattimento, il ragazzo trova una combinazione speciale di tasti con la quale, senza saperlo, anima un personaggio del videogioco: precisamente sceglie Rumble McSkirmish, protagonista del gioco (le cui movenze ed esclamazioni sono un omaggio ai classici picchiaduro come Street Fighter e Final Fight) e Dipper lo convince con una bugia a combattere Robbie per lui. Nel frattempo, Mabel vuole aiutare il prozio Stan a superare la sua paura dell'altezza portandolo con l'inganno sulla cisterna della città.
Giunti al momento dello scontro, Rumble si rivela troppo violento e Dipper decide di aiutare Robbie. Il ragazzo prova a nascondersi sulla cisterna, sulla quale sono anche Stan e Mabel, e vedendo i tre in pericolo Dipper confessa a Rumble di avergli mentito. Dipper è quindi costretto in uno scontro con Rumble, nel quale capisce subito di non avere speranza di vittoria e si lascia mandare KO per concludere la partita e far sparire Rumble.
Wendy intanto è tornata dalla gita e Dipper e Robbie, per non passare come ragazzi violenti agli occhi di Wendy, le mentono sull'accaduto e decidono di limitarsi a odiarsi in segreto.

## Il "piccolo" Dipper

### Trama
Gideon ha deciso di appropriarsi del Regno del Mistero, ma i suoi tentativi di imbrogliare Stan vanno costantemente a vuoto.
Nel frattempo Mabel scopre di essere più alta di un millimetro di Dipper e comincia a prenderlo in giro. Offeso ed arrabbiato, Dipper legge sul Diario riguardo ad un bizzarro cristallo presente nel bosco che avrebbe le proprietà di ingrandire e rimpicciolire ogni cosa con la luce che rifrange.
Trovato il cristallo, Dipper ne prende un frammento e lo applica sulla sua torcia facendola diventare capace di ingrandire o rimpicciolire a seconda del lato del cristallo dal quale viene proiettato il fascio. Mabel lo scopre e durante il loro litigio la torcia finisce nelle mani di Gideon che, come prima azione, decide di rimpicciolire i gemelli ed usarli come merce di scambio con Stan, anche se alla fine Gideon opterà per rimpicciolire Stan a sua volta.
Dipper e Mabel riescono a raggiungere la loro casa e, dopo aver appianato le loro divergenze (Mabel confessa che prendeva in giro il fratello perché lui era sempre più bravo di lei in tutto), riescono a fermare Gideon, che perde la torcia e viene cacciato da Stan. Tornati normali, i due decidono di rompere il cristallo.
Una volta a casa, Gideon confessa a suo padre che il Regno del Mistero nasconde un grande segreto che permetterebbe l'accesso ad un potere inimmaginabile.

## Summerween

### Trama
A Gravity Falls, essendo una festività amata dai cittadini, si festeggia Halloween una seconda volta all'anno d'estate: quel giorno viene chiamato Summerween.
Mabel è già pronta e non vede l'ora di bussare alle porte con Dipper come solito, ma il ragazzo preferirebbe andare ad una festa con Wendy. Alla porta del Regno del Mistero però bussa poi un mostro orribile che chiede "dolcetto o scherzetto". Dipper però, discutendo con Mabel, si comporta in modo sgarbato con lui e l'uomo si rivela essere una creatura chiamata "il Giustiziere": un mostro dalle sembianze di uno spaventapasseri che punisce i ragazzi ostili al giorno di Summerween, e che per com'è stato trattato minaccia di divorare Dipper e Mabel se non gli avessero portato almeno cinquecento caramelle prima che Summerween si fosse concluso.
Dipper (controvoglia), Mabel, Soos, Candy e Grenda si prodigano quindi per raccogliere cinquecento dolcetti prima che l'ultima lanterna di Summerween venga spenta e, per farlo, Dipper è costretto ad indossare un costume ed andare in giro con la sorella. Nel frattempo, il prozio Stan cerca di spaventare due ragazzini, inutilmente.
Raccolte tutte le caramelle, Dipper le getta accidentalmente in un laghetto per evitare di farsi vedere in costume da Wendy e Robbie, ed il Giustiziere si infuria. Grazie a Soos, i ragazzi scampano al mostro che assume una seconda forma, simile ad un ragno, e li insegue fin dentro un negozio di costumi. Soos viene mangiato e si scopre che il Giustiziere è un ammasso di tutte le caramelle e i dolci scartati dai bambini finiti nella discarica; Soos, però, trova quelle caramelle buone e mangia il mostro dall'interno che, felice di piacere a qualcuno, si lascia mangiare commosso.
I ragazzi ritornano al Regno del Mistero dove Dipper trova anche Wendy, che aveva lasciato la festa, e fa pace con Mabel.

## Mabel il capo

### Trama
Mabel pensa che i modi del prozio Stan nei confronti di clienti e dipendenti siano sbagliati, nonostante guadagni molti soldi.
I due decidono allora che Mabel sarà capo del locale per tre giorni mentre lo zio si prenderà una vacanza: chi guadagnerà di più infliggerà una punizione all'altro. Mabel si dimostra sempre gentile ed evita i modi sgarbati; non conosce inoltre il valore effettivo dei soldi e per questo offre sempre rimborsi a tutti. Inoltre, dà una giornata libera a Wendy e chiede a Dipper di trovarle un vero mostro. Intanto Stan decide di partecipare ad uno show in TV per vincerne il montepremi.
Il ragazzo porta al Regno del Mistero un "Gremloblin", un essere ibrido tra un gremlin ed un goblin capace di mostrare i peggiori incubi di chiunque lo guardi negli occhi. Prima di scappare nel bosco dopo essere rimasta vittima del suo stesso potere grazie ad uno specchio, la creatura causa molti danni al negozio e Mabel, infuriata, perde la ragione convocando nuovamente Wendy e Soos, e cominciando ad usare i metodi di Stan.
Con essi, nonostante sia un po' sgarbata, guadagna molti soldi e riesce a riparare il Regno del Mistero. Alla fine, pur guadagnando effettivamente solo un dollaro, Mabel vince la scommessa dato che Stan perde all'ultima prova tutti i soldi che stava vincendo nel gioco. Mabel restituisce il ruolo di capo al prozio ma lo costringe lo stesso ad una punizione umiliante.
Nota - Questo è l'ultimo episodio nel quale si vede il simbolo originale che aveva Stan sul fez, dopo del quale il simbolo viene censurato poiché troppo simile ad uno dei simboli massonici, venendo quindi alterato. Non si sa se sia fatto apposta ma in concomitanza con questa censura, alla fine dell'episodio, si può vedere come Gompers la capra si mangi il fez di Stan.

## Pozzo senza fondo!

### Trama
A pochi passi dal Regno del Mistero c'è una voragine soprannominata il "Pozzo senza fondo", che il prozio Stan usa sia come attrazione sia come discarica per gli oggetti inutili. Un giorno, una forte folata di vento spinge Stan, Soos, Dipper e Mabel all'interno del buco, che sembra davvero senza fondo e, mentre i quattro si ritrovano a cadere nel vuoto assoluto, iniziano uno alla volta a raccontare una storia per passare il tempo in attesa della loro sorte:
- Voice Over - nella sua storia Dipper scopre di avere una voce stridula per cui viene preso in giro dagli amici. A tal proposito prende quindi un intruglio datogli dal vecchio McGucket: la pozione gli dà una voce più profonda e da adulto. La nuova voce però gli procura solo problemi e alla fine capisce che per tutti i suoi amici la sua voce e perfetta così com'è, un po' stridula ma d'effetto.
- Il pinball del terrore (Tumbleweed Terror) - nella sua storia Soos cerca di battere il record ad un vecchio flipper di Stan ma, sotto consiglio di Dipper e Mabel, bara scuotendolo. Il flipper si rivela stregato e per punizione i tre ne vengono risucchiati all'interno. Per evitare una brutta fine, mentre i due gemelli distraggono il flipper, Soos trova e preme il bottone d'avviamento spegnendo il flipper e liberandoli ma sacrificando il suo record, che viene cancellato.
- I denti della verità (Trooth Ache) - nella storia di Mabel, la ragazzina, stanca delle bugie di Stan, grazie alle indicazioni nel Diario #3 si procura una dentiera magica che costringe chi la porta a dire sempre la verità, in questo caso Stan. La cosa però le si ritorce contro ed alla fine lei stessa è costretta a mentire per evitare a Stan di finire in prigione. Mabel getta i denti in una cassa che poi butterà nel pozzo, la stessa vista ad inizio episodio.

All'improvviso, i quattro escono dalla buca ritrovandosi esattamente da dove erano caduti; inoltre Dipper nota che sono passati solo alcuni secondi e capisce che il pozzo è tunnel spazio-temporale. Inoltre, promettendo di fare attenzione e non entrarci più, Stan vi ricade dentro.

## Mermando il tritone

### Trama
A Gravity Falls è arrivata un'improvvisa ondata di calore e tutti gli abitanti della città si rinfrescano in piscina. Qui Dipper riesce ad ottenere un lavoro come aiutante bagnino dopo aver visto che il bagnino è proprio Wendy.
Mabel si innamora invece di un ragazzo che non esce mai dall'acqua; dopo aver rotto il ghiaccio, la ragazza scopre che il misterioso giovane si chiama Mermando ed è un tritone: un giorno, nuotando nel mare, venne pescato e in una rocambolesca serie di eventi, finì proprio nella piscina; la ragazzina deciderà di tornare a fare visita al tritone la sera stessa, danneggiando il retino della piscina.
Il giorno seguente Poolcheck (il gestore della piscina) dice a Dipper che, dato che lui e Wendy pensano più a divertirsi che lavorare, ha messo in pericolo il proprio posto e per mantenerlo deve quindi fare la guardia di notte dato che la sera prima "un teppista" si è divertito a danneggiare l'attrezzatura. Mabel intanto decide di liberare Mermando quella stessa notte, usando altra attrezzatura della piscina: inconsapevole della missione, Dipper cerca di fermare la sorella dopo averla beccata rubare una ghiacciaia che avrebbe usato per trasportare il tritone.
I due arrivano al lago dove Mabel svela la verità a Dipper, che è costretto a salvare la vita di Mermando con la respirazione artificiale ed a rinunciare a fare l'aiuto bagnino assieme a Wendy. Mermando ringrazia Mabel dandole il suo primo bacio dopodiché va via. Il giorno seguente, Dipper viene licenziato per le attrezzature perse ma, con grande felicità, viene a scoprire che anche Wendy è stata licenziata.

## Il segreto del tappeto

### Trama
Mabel passa continuamente del tempo con Grenda e Candy, e dopo l'ultimo pigiama-party che lo costringe a dormire fuori, Dipper litiga con la sorella.
I due decidono di non voler condividere più la stessa stanza e quando una nuova stanza viene trovata da Soos dietro una libreria, i due entrano in competizione per ottenere il possesso della nuova camera cercando di avere i favori del prozio Stan. In essa è presente però l'esperimento #78: un tappeto capace di manipolare gli atomi e conseguentemente di far scambiare di corpo due o più elementi tramite l'energia statica.
Dipper e Mabel finiscono per errore a scambiarsi di corpo ed ognuno cerca di far perdere la competizione all'altro finendo però in situazione imbarazzanti con le amiche di Mabel e con Stan. Nel frattempo anche Soos e Dondolo finiscono per scambiarsi di corpo.
Stan decide di dare la stanza a Dipper così Mabel (nel corpo del fratello) cerca di chiudersi nella stessa, ma viene presa d'assalto da diversi personaggi e comincia una serie di scambi di corpo tra Dipper, Mabel, Grenda e Candy nella quale verranno coinvolti anche Soos, Dondolo, McGucket, lo sceriffo Blubs ed il sovrintendente Durlan. Quando tutto torna normale, Dipper spiega Mabel che si sentiva escluso e la sorella rinuncia alla stanza.
Alla fine Dipper però ci ripensa e, di conseguenza, i due tornano nella stessa stanza. La nuova camera diventa la stanza personale di Soos ed il tappeto viene messo via per sicurezza.

## Il controllo della mente

### Trama
A Gravity Falls è arrivata una famosissima boy band, i Sev'ral Timez, e Mabel desidera andare al loro concerto.
Insieme a Candy e Grenda, la ragazza entra nel camerino della band e scopre che i componenti sono dei cloni prodotti e allevati come animali da laboratorio, sotto minaccia di essere sostituiti dal loro perfido produttore se non seguono i suoi ordini. Mabel il libera e li porta al Regno del Mistero promettendo di liberarli solo quando il loro produttore smetterà di cercarli. In seguito il produttore dei Sev'ral Timez viene arrestato, ma Mabel rifiuta di lasciarli andare rivoltandosi contro le sue stesse amiche.
Nel frattempo Wendy rompe il fidanzamento con Robbie ma, facendole ascoltare una strana canzone, il ragazzo le fa cambiare idea. Sbalordito e preoccupato, Dipper chiede aiuto al prozio Stan e, ipotizzando che nella canzone ci sia un messaggio per il controllo della mente, la esaminano a fondo ma anche ascoltandola al rallentatore i due non trovano nulla. Grazie ad una frase dello stesso Robbie, Dipper e Stan capiscono di doverla sentire al contrario, trovando delle frasi che causano una specie di ipnosi.
Grazie a Stan, che si mostra particolarmente coinvolto, Dipper raggiunge Wendy e Robbie, il quale confessa di aver copiato quella canzone da un altro gruppo. Wendy non si arrabbia per il messaggio nascosto, bensì per il fatto che la canzone non fosse dedicata davvero a lei e se ne va disperata quando, subito dopo, Dipper le chiede in modo poco opportuno di passare del tempo insieme.
Anche Mabel, dopo che i Sev'ral Timez le dedicano una canzone, cambia idea e lascia libera la band nella natura facendo pace con le sue amiche.

## Alla ricerca del maialino perduto

### Trama
In città si stanno verificando degli strani eventi, le cui cause sembrano attribuibili ad una bestia volante primordiale e feroce.
Dipper e Soos non vedono l'ora di fotografarla, ma Soos rovina in continuazione i loro sforzi. Mabel cerca invece di stabilire un legame tra Dondolo e Stan, ma quando il prozio lascia il maialino solo nel giardino, la bestia feroce - che si rivela essere uno pterodattilo - lo cattura e lo porta via. Stan, mentendo, dice a Mabel di aver lottato per salvare Dondolo e lui, Mabel, Dipper e Soos decidono di seguire le tracce della strana creatura, giungendo ad una chiesa abbandonata dove trovano anche McGucket, il quale si unisce a loro. Calandosi in un buco nel pavimento, i cinque trovano una miniera abbandonata in cui le piante sembrano preistoriche.
Esplorando meglio la caverna, Dipper e Soos scovano anche dei dinosauri vivi, rimasti ibernati nell'ambra. Il caldo, però, sta facendo sciogliere l'ambra in resina e qualche dinosauro potrebbe essere perfino già libero. Lo pterodattilo quindi riappare e li attacca, e Mabel, Dipper, Soos e McGucket rimangono bloccati nel suo nido con un cucciolo appena nato. Per salvarsi, Stan deve obbligatoriamente collaborare con Dondolo finendo sul serio per lottare con lo pterodattilo e ciò permette a Mabel di perdonare il prozio mentre Soos grazie ad una sua idea riesce a salvarli dal cucciolo facendosi perdonare da Dipper.
Usciti dalla miniera, la chiesa crolla e chiude il passaggio ai dinosauri per il mondo esterno.

## Il catturasogni

### Trama
Dipper è offeso perché tutti i compiti difficili vengono affidati a lui e pensa addirittura che Stan lo odi. Gideon intanto cerca di ottenere la combinazione della cassaforte in cui c'è l'atto di proprietà del Regno del Mistero.
Dopo un ennesimo fallimento, Gideon decide di risvegliare un demone, la più potente creatura mai vista secondo il Diario #2: esso è Bill Cipher, un essere triangolare proveniente da un'altra dimensione e capace di entrare nella mente altrui e governarla. Gideon ordina a Bill di entrare nella mente di Stan e trovare la combinazione della cassaforte, ma viene visto farlo da Soos e Mabel e i due corrono quindi ad avvertire Dipper.
Seguendo le indicazioni sul Diario, Dipper riesce a portare anche se stesso, Mabel e Soos all'interno della mente di Stan. Entrati, si trovano in una versione deforme del Regno del Mistero nel quale ci sono svariate porte che mostrano i ricordi. Dipper, approfittandone, si distacca un attimo dal gruppo e trova un ricordo dove il prozio spiega a Soos perché tratta così il ragazzo e Dipper capisce che lo fa perché Stan vorrebbe sbarazzarsi di lui.
Nel frattempo, Bill coglie l'occasione per spacciarsi per Soos e con l'inganno ruba il ricordo della combinazione, ma Mabel lo ferma prima che possa comunicarla a Gideon. Dipper intanto, arrabbiato ed amareggiato, re-incappa nello stesso ricordo di prima ma stavolta riesce ad intendere il vero messaggio di Stan: Stan tratta Dipper molto male perché lo stesso Stan, all'età di Dipper, non ne combinava una giusta e quindi vuole insegnare al nipote come sopravvivere al mondo dato che, anche se non lo esterna, in realtà è molto fiero di lui.
Inoltre, grazie alla versione onirica di Stan, il ragazzo scopre anche che dentro la mente si può realizzare tutto ciò che si pensa e si immagina, e corre a salvare Mabel e Soos dall'ira di Bill. I tre insieme lo sconfiggono e Bill, impressionato, se ne va avvertendoli di un male futuro.
Risvegliatisi tutti, scoprono che Gideon ha distrutto la cassaforte con la dinamite e, ottenuto l'atto di proprietà, comincia a far distruggere il Regno del Mistero da suo padre sfrattando i Pines.

## Gideonland

### Trama
Gideon ora possiede il Regno del Mistero e annuncia ai cittadini che costruirà al suo posto Gideonland, un parco divertimenti. 
In realtà, Gideon confessa al padre che il vero motivo per cui voleva quella casa era per trovare il Diario #1, credendo che possedendolo assieme al Diario #2 avrebbe ottenuto poteri illimitati. Stan e agli altri nel frattempo si sono trasferiti con Soos da sua nonna. Stan non può più permettersi di tenere i pronipoti, e quindi decide di rispedirli a casa loro. Dipper e Mabel però non vogliono arrendersi e progettano di riprendersi il Regno del Mistero e chiedono aiuto agli gnomi ma Gideon, con uno strano fischietto, riesce a neutralizzarli. 
Dallo scontro, Gideon ottiene anche il Diario #3 credendo che sia il Diario #1. Dipper e Mabel intanto stanno per tornare a casa ma Gideon, convinto che Dipper abbia anche il Diario #1, cerca di fermarli con un robot gigante dalle sue fattezze costruito dal vecchio McGucket. Gideon rapisce Mabel e se ne va dopo aver rinfacciato a Dipper di essere inutile senza il Diario. Dipper però contrattacca, riuscendo ad entrare nella sala di controllo presente nella testa del robot e così lo fa cadere da un dirupo, distruggendolo. 
I due gemelli si salvano grazie al rampino che Mabel aveva fin dal primo episodio. Stan dimostra inoltre che il piccoletto è un imbroglione: non aveva poteri paranormali ma spiava gli abitanti di Gravity Falls con delle microspie piazzate nelle spille che distribuiva. Gideon viene quindi arrestato mentre il Regno del Mistero viene ricostruito e torna proprietà di Stan. Quella stessa sera Dipper parla a Stan del Diario #3, ma il prozio finge che siano tutte sciocchezze e prende in prestito il Diario per esporlo nel museo. 
In realtà, poco dopo, Stan scende in un sotterraneo nascosto sotto il locale. Là sotto si scopre che il possessore del Diario #1 era proprio Stan, che avendo ora tutti e tre i Diari (il Diario #2 lo aveva sgraffignato a Gideon durante il suo arresto) può inserire un codice col quale riesce ad attivare un misterioso e gigantesco macchinario. 